# Inspiration4
Inspiration4 fue la primera misión espacial de SpaceX con una tripulación formada completamente por civiles. Se anunció el 1 de febrero de 2021 y se realizó a bordo de una nave Crew Dragon siendo la segunda misión comercial de SpaceX. La misión se lanzó el 16 de septiembre de 2021, a las 00:02 UTC, desde el Complejo de lanzamiento 39A del Centro espacial John F. Kennedy en Florida y aterrizó el 18 de septiembre de 2021 en el océano Atlántico. Consistió de una estancia de varios días en la órbita baja terrestre durante la cual realizaron una serie de experimentos científicos. En la misión se reutilizó la misma cápsula de la SpaceX Crew-1, la Crew Dragon Resilience.

## Tripulación
Jared Isaacman, fundador de Shift4 Payments es el comandante y benefactor de la misión. Hayley Arceneaux es la representante del hospital pediátrico St. Jude, quien en su infancia fue tratada en el hospital por cáncer de huesos y actualmente es una enfermera en el hospital. El resto de la tripulación está conformada por una persona que donó a la causa del hospital seleccionada aleatoriamente y un emprendedor que utilizó el servicio de procesamiento de pagos de Isaacman también seleccionado aleatoriamente.
El 30 de marzo de 2021 se anunció los dos miembros restantes de la tripulación. Christopher Sembroski, un veterano de la Fuerza Aérea de los Estados Unidos y empleado de Lockheed Martin fue seleccionado en la rifa aleatoria de los contribuyentes al hospital. Mientras que la emprendedora, piloto y educadora Sian Proctor fue seleccionada en base a su uso del servicio Shift4 Payments.
| Puesto                              | Turista                            | Turista                            |
| ----------------------------------- | ---------------------------------- | ---------------------------------- |
| Comandante de la misión             | Jared Isaacman Primer vuelo        | Jared Isaacman Primer vuelo        |
| Piloto                              | Sian Proctor Primer vuelo          | Sian Proctor Primer vuelo          |
| Médico y especialista en misiones 1 | Hayley Arceneaux Primer vuelo      | Hayley Arceneaux Primer vuelo      |
| Especialista en misión 2            | Christopher Sembroski Primer vuelo | Christopher Sembroski Primer vuelo |